# Koakourima
Koakourima est une commune rurale située dans le département de Faramana de la province du Houet dans la région du Hauts-Bassins au Burkina Faso.

## Géographie
Koakourima est située à environ 1 km au nord de Siankoro.